# Fondation Maurice Ravel
 (septembre 2023).
 (septembre 2023).
La mise en forme du texte ne suit pas les recommandations de Wikipédia : il faut le « wikifier ».
Les points d'amélioration suivants sont les cas les plus fréquents. Le détail des points à revoir est peut-être précisé sur la page de discussion.
- Les titres sont pré-formatés par le logiciel. Ils ne sont ni en capitales, ni en gras.
- Le texte ne doit pas être écrit en capitales (les noms de famille non plus), ni en gras, ni en italique, ni en « petit »…
- Le gras n'est utilisé que pour surligner le titre de l'article dans l'introduction, une seule fois.
- L'italique est rarement utilisé : mots en langue étrangère, titres d'œuvres, noms de bateaux, etc.
- Les citations ne sont pas en italique mais en corps de texte normal. Elles sont entourées par des guillemets français : « et ».
- Les listes à puces sont à éviter, des paragraphes rédigés étant largement préférés. Les tableaux sont à réserver à la présentation de données structurées (résultats, etc.).
- Les appels de note de bas de page (petits chiffres en exposant, introduits par l'outil «  Source ») sont à placer entre la fin de phrase et le point final[comme ça].
- Les liens internes (vers d'autres articles de Wikipédia) sont à choisir avec parcimonie. Créez des liens vers des articles approfondissant le sujet. Les termes génériques sans rapport avec le sujet sont à éviter, ainsi que les répétitions de liens vers un même terme.
- Les liens externes sont à placer uniquement dans une section « Liens externes », à la fin de l'article. Ces liens sont à choisir avec parcimonie suivant les règles définies. Si un lien sert de source à l'article, son insertion dans le texte est à faire par les notes de bas de page.
- La présentation des références doit suivre les conventions bibliographiques. Il est recommandé d'utiliser les modèles {{Ouvrage}}, {{Chapitre}}, {{Article}}, {{Lien web}} et/ou {{Bibliographie}}. Le mode d'édition visuel peut mettre en forme automatiquement les références.
- Insérer une infobox (cadre d'informations à droite) n'est pas obligatoire pour parachever la mise en page.

Pour une aide détaillée, merci de consulter Aide:Wikification.
Si vous pensez que ces points ont été résolus, vous pouvez retirer ce bandeau et améliorer la mise en forme d'un autre article.
 (septembre 2018).
La fondation Maurice Ravel est créée par Edouard Ravel, frère du compositeur français Maurice Ravel, en 1955. Elle est reconnue d’utilité publique par décret du 24 août 1956. 
La Fondation Maurice Ravel a pour objectif statutaires de familiariser le grand public à la musique et à l’histoire du compositeur. Elle permet entre autres la diffusion des ouvrages qui lui sont consacrés, des événements musicaux qui le concernent, des enregistrements et des travaux universitaires qu’il suscite.

## Historique
Sous le nom de « Fondation Maurice Ravel » une association fut constituée le 1er février 1949 sous la présidence de Paul Léon, de l’Institut, avec le conseil formé de Marguerite Long, Lucien Garban, Maurice Delage, René Dommange, Hélène Jourdan-Morhange, Léon Leyritz, Mme Jacques Meyer, Édouard Ravel, Alexis Roland-Manuel, Manuel Rosenthal et Ida Rubinstein. L’association publie un catalogue des œuvres de Maurice Ravel en 1954 distribué par les éditions Durand.
Dissoute lors d’une Assemblée Générale le 26 décembre 1955, la Fondation Maurice Ravel renaquit aussitôt en 1956 avec de nouveaux statuts et une première dotation par Edouard Ravel. Elle fut reconnue d’utilité publique par décret du 24 août 1956.
La mort d’Edouard Ravel en 1960 et son choix de faire de Madame Jeannine Taverne sa légataire universelle prive la Fondation des droits d’auteurs. Elle devra percevoir des subventions et faire appel au mécénat pour continuer à conduire ses actions.

## Statuts
La fondation est placée sous la tutelle du ministère de l'intérieur et de la préfecture d’Île-de-France. Elle est administrée par un conseil de douze membres : huit membres élus et quatre membres de droit. Le conseil désigne un bureau constitué d'un président, d'un vice-président, d'un secrétaire et d’un trésorier.
L'actuel conseil d'administration est composé de:
Membres de droit : Le préfet des Yvelines, le Directeur général de la création artistique, le maire de Montfort-l’Amaury et un délégué du conseil municipal de Montfort.
Membres élus : Geoffroy de Longuemar, président ; Frédéric Ducros-Malmazet, secrétaire, Christophe Strassel, trésorier, Annick de Beistegui, présidente d’honneur, Jean-François Monnard, Edith Canat de Chizy.

### Présidents de la Fondation Maurice Ravel[3]
- Marguerite Long (1955-1966)
- Emmanuel Bondeville (1966-1987)
- Marcel Landowski (1987-1990)
- Manuel Rosenthal (1990-2003)
- Marie-Huguette Hadrot (2007-2014)
- Jean-Louis Delvaux (2014-2016)
- Annick de Beistegui (2016-2017)
- Geoffroy de Longuemar (2017- )

La fonction de vice-président n’est pas occupée actuellement. Par le passé elle incomba notamment à René Dommange, au préfet Jacques Gandouin et à Annick de Beistegui.

## Les Cahiers Maurice Ravel
La Fondation a entrepris la publication des Cahiers Maurice Ravel en 1985, à l’initiative du préfet Jacques Gandouin et du musicologue Jean Roy, qui assume longtemps les fonctions de secrétaire de la rédaction. Au cours des années suivantes, le conseil de rédaction s’attache la collaboration de François Lesure, Marcel Marnat, Philippe Rodriguez, Arbie Orenstein, Michel Delahaye (rédacteur en chef du no 6 au no 17), Manuel Cornejo (no 18), et Jean-François Monnard (du n°19 au n°23), François Porcile (rédacteur en chef en exercice). Le président de la Fondation assure la direction de la publication.
Les Cahiers Maurice Ravel s’adressent aux musiciens, chercheurs, musicologues et mélomanes attachés à mieux comprendre la personnalité du compositeur. Ils ont pour but de faire connaître, à l’aide de documents, de témoignages et de travaux inédits ou méconnus, sa vie et son œuvre. Réunissant souvenirs, reproductions, correspondances concernant le musicien et son temps, mais aussi des contributions musicologiques inédites, chaque numéro présente en outre un compte-rendu des publications et de la discographie ravéliennes ainsi qu’un inventaire des pièces passant en vente aux enchères.
À ce jour, vingt cinq numéros ont été publiés. Édités par la Fondation Maurice Ravel elle-même pour les numéros 1 à 7 (de 1985 à 2000), puis par les éditions Séguier pour les numéros 8 à 20 (2004 à 2019) : cf. site des éditions Seguier pour les sommaires des anciens numéros publiés, les Cahiers Maurice Ravel sont publiés chez L'Harmattan à partir de 2020 (n°21). Dernier numéro paru : n°25 (décembre 2024)

## Prix international Maurice Ravel de composition
De 1971 à 2000, la Fondation attribua un Prix international Maurice Ravel de composition, grâce au mécénat du Conseil général des Yvelines. Les lauréats successifs furent : Witold Lutoslwaski (1971), Benjamin Britten (1974), Manuel Rosenthal (1981), Georgy Ligeti (1983), Maurice Ohana (1985), Henri Dutilleux (1987), Toru Takemitsu (1990), Betsy Jolas (1992), Daniel Lesur (1994), Philippe Hersant (1996) et Mauricio Kagel (1999).

## Partenariat avec le Conservatoire américain de Fontainebleau
Il existe des liens historiques entre le Conservatoire américain de Fontainebleau et Maurice Ravel, qui en fut le directeur général à la fin de sa vie. Depuis 2015, il a été décidé d’établir un partenariat entre la Fondation Maurice Ravel et le conservatoire par l’attribution de trois Prix Maurice Ravel d’interprétation annuels à des étudiants du Conservatoire américain (1er prix, 2e prix, 3e prix) dotés de primes en argent. Les Lauréats en ont été :
2015 : Premier prix ex aequo au quatuor formé de Jordan Costard, Chloe Thominet, Maria Hara, Gloria Yip et au pianiste Ju Young Park. 3e prix : Maria Hara
2016 : Premier prix au trio formé de Yihui Liu, Choha Kim, Yeong Lee – Deuxième prix ex aequo au quatuor formé de Jiwon Kwark, Choka Kim, Olivier Lemasle, Yeong Lee et au quatuor formé d’Alice Ivy-Pemberton, Rozarta Luka, Ren Martin-Doike, Nicholas Swett – Troisième prix : Marina Siki. Prix du Public : Alice Ivy-Pemberton
2017 : Premier prix : Andrea Obiso, Deuxième prix ex aequo : Ruta Kuzmikas et James Fenwick, Troisième prix ex aequo les quatuors formés de Genevieve Smelser, Julian Tello, Moza Tsay, Chandler-Sarah Yu, Andrea Obiso, Sarah-Hadley Yakir, Antonin Lefaure, Thomas Chartre.
2018 : Premier prix au quatuor formé de Njioma Grevious, Bihan Li, Kunbo Xu, Lydia Rhea, Deuxième prix : Yandi Chen, Troisième prix : Hannah Cho, Margaret Kim. Prix spécial du Jury : Lequing Wang et Wenting Yu
2019 : Premier prix : Emma Reinrenken, Deuxième prix : Junhui Chen. Troisième prix ex aequo : Jiaxin Min, Thomas Briant, Nick Luby. Prix du public : Anastasin Kulikova.
2020 : pas de session du fait de la pandémie de Covid 19.
2021 : pas de session du fait de la pandémie de Covid 19.
2022 : Premier prix pour le quatuor formé de Daniel Dastoor, Leerone Hakami, Madison Marshall, Jaime Jan, Deuxièmes prix ex aequo Chris Ellis, Julia Danitz, Bartu Elci-Ozsoy, Daniel Dastoor, Troisièmes prix ex aequo, Vivian Chen, Marie Fujimoto, Ilana Zaks, Prix du public : Bartu Elci-Ozsoy, Prix du château de Fontainebleau pour le quatuor formé de Marie Fujimoto, Sandra Bouissou, Lauren Ross, Caroline Paulsen
Depuis 2017, un prix de composition s’y est ajouté qui se décompose en une prime au lauréat et la commande d’une œuvre de musique de chambre. Cette œuvre est créée lors de la session de l’année suivante. Les Lauréats ont été Xue Han (2017), Baldwin Giang (2018), Austin Simonds (2019), Elise Arancio (2022).

## Autres actions de la Fondation
Dans le cadre du Concours Long-Thibaud-Crespin, un Prix de la Fondation Maurice Ravel est décerné. 
En 2015 il a été donné à la pianiste Madoka FUKAMI (Prix de la Fondation Ravel). 
En 2022 il a été donné au pianiste Yimming GUO (6e Prix du Concours Long Thibaud 2022).
Des objets appartenant à la Fondation sont mis en dépôt à la maison-musée Ravel,  « Le Belvédère », de Montfort-l’Amaury, dont : le buste de Maurice Ravel réalisé en 1928 par Louise Ochsé (don à la Fondation en 1969) et deux portraits du compositeur par Luc-Albert Moreau.
Entre 2016 et 2021, la Fondation a pris en charge l’entretien du violon d’Hélène Jourdan-Morhange et sa mise à disposition à la jeune violoniste Véra Lopatina (du Trio Medici).